# Angelo Kim Nam-su
Angelo Kim Nam-su (koreanisch: 김남수 안젤로; * 4. Juni 1922 in Suwon-shi; † 1. Juni 2002) war ein koreanischer römisch-katholischer Bischof.

## Leben
Am 17. Oktober 1948 wurde Kim zum Priester für das Bistum Pusan geweiht. Paul VI. ernannte ihn am 5. Oktober 1974 zum Bischof von Suwon. Am 21. November 1974 weihte Victorinus Youn Kong-hi, Erzbischof von Gwangju, mit der Assistenz von Luigi Dossena, Apostolischer Nuntius von Korea, und Paul Marie Kinam Ro, Alterzbischof von Seoul, zum Bischof. Am 10. März 1962 erhob Papst Johannes XXIII. das Apostolische Vikariat zum Erzbistum Daegu. Von 22. November 1983 bis 21. Juli 1986 war er Militärvikar von Südkorea und danach bis 23. Oktober 1989 Militärbischof von Südkorea. Zwischen 1987 und 1993 war er der Vorsitzende der koreanischen Bischofskonferenz. Am 4. Juni 1997 trat er von seinem Amt mit Erreichen der Altersgrenze zurück.
Sein Wahlspruch war Ut sint unum.